# Ridgewell, Essex
Ridgewell är en by och en civil parish i Braintree i Essex i England. Orten har 503 invånare (2001). Den har en kyrka.